# Dalyat
Dalyat is een geslacht van kevers uit de familie van de loopkevers (Carabidae). De wetenschappelijke naam van het geslacht is voor het eerst geldig gepubliceerd in 2002 door Mateu.

## Soorten
Het geslacht Dalyat is monotypisch en omvat slechts de volgende soort:
- Dalyat mirabilis Mateu, 2002